# Pangantucan, Bukidnon
Pangantucan là một đô thị hạng 3 ở tỉnh Bukidnon, Philippines. Theo điều tra dân số năm 2000, đô thị này có dân số 43.202 người trong 8.168 hộ.

## Các đơn vị hành chính
Pangantucan được chia thành 19 barangay.
| - Adtuyon - Bacusanon - Bangahan - Barandias - Concepcion - Gandingan - Kimanait - Kipadukan - Langcataon - Lantay | - Madaya - Malipayon - Mendis - Nabaliwa - New Eden - Payad - Pigtauranan - Poblacion - Portulin |